# Samir Nasri
Samir Nasri, född 26 juni 1987 i Marseille, är en fransk före detta fotbollsspelare (mittfältare). Han spelade 41 landskamper för det franska landslaget. Nasri stängdes av från all fotboll i 18 månader fram till januari 2019 efter att han blivit fälld för dopning.

## Karriär

### Unga år
Samir Nasri började relatera till fotboll under sin uppväxt i La Gavotte Peyret. Han spelade fotboll regelbundet på gatan och det var där han lärde sig många av sina färdigheter. När hans oerhörda talang började synas, undertecknade hans föräldrar ett kontrakt på att han skulle få börja träna med den lokala klubben La Gavotte Payret. Nasri tillbringade ett år med klubben innan han gick till Pennes Mirabeau vid sju års ålder. I Pennes blev Nasri upptäckt av Marseillescouten Freddy Assolen som hade informerats via lokala tips. Vid nio års ålder blev Nasri intagen till Marseilles ungdomsakademi, där han vann flera troféer, såsom Championnat de Provence, Coupe de Provence där han främst verkade som inhoppare. Han tillbringade totalt sju år i akademin innan han skrev sitt första proffskontrakt med Marseille.

### Marseille

#### Säsongen 2004-05
Inför säsongen 2004-05 rapporterades flera klubbar vara intresserade av Nasri, framför allt de engelska klubbarna Arsenal, Liverpool, Chelsea och Newcastle. Men samtidigt erbjöd Marseille Nasri ett treårigt proffskontrakt under ledning av presidenten och tränare José Anigo, och den 13 augusti 2004 enades parterna och proffskontraktet var därmed ett faktum. Nasri började säsongen i reservlaget och spelade fyra matcher innan han den 12 september gjorde sin debut när han blev inbytt i en 2-0-förlust mot Sochaux. Den 17 oktober gjorde han sin första start för klubben i en match mot Saint-Étienne som slutade 1-1. Hans första mål kom efter vinteruppehållet i en 2-1-seger borta mot Lille. Nasri gjorde totalt 25 framträdande, ett mål och två assist. 

#### Säsongen 2005-06
Säsongen 2005-06 hade Nasri en mer betydande roll inom laget med Jean Fernandez som ny tränare och bildade tillsammans med Mamadou Niang ett imponerande partnerskap. Den 16 juli 2005 gjorde han sin europeiska debut för i den första omgången av dåvarande UEFA Intertoto Cup i en match mot schweiziska Young Boys som slutade 3-2 till Marseille. I det andra mötet, gjorde Nasri sitt första europeiska mål i en 2-1-seger. Marseille vann till slut hela turneringen efter att ha slagit Deportivo de La Coruña i finalen med 5-3 sammanlagt. Nasris enda ligamål för säsongen kom den 27 april 2007 i en 4-2-seger mot Sochaux. Nasri deltog i totalt 49 matcher under säsongens gång, varav 30 i ligan, där han startade 25 av de. Efter säsongen förlängde Nasri sitt kontrakt med två år fram till 2009. 

#### Säsongen 2006-07

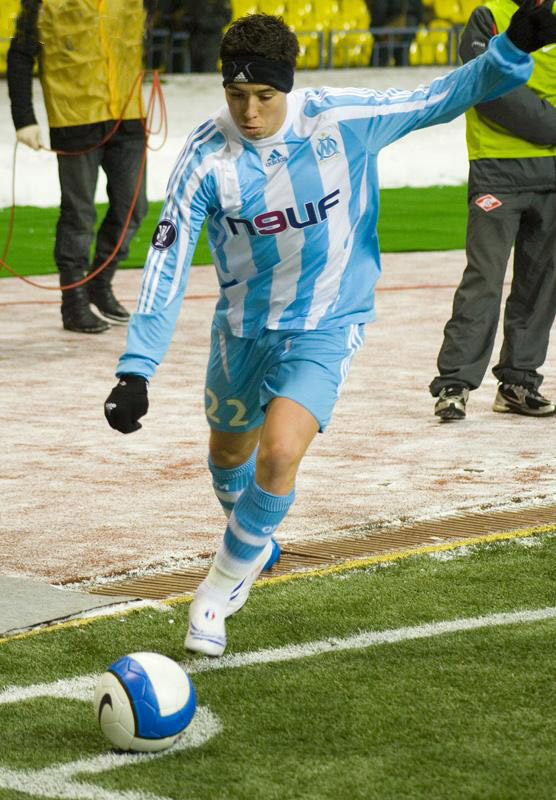
Nasri med Marseille

Nasri inledde säsongen med att göra andra målet i första matchen i lagets 3-1-seger mot Paris Saint-Germain i september 2006 inför ögonen på den nya tränaren Albert Emon. Den 29 april 2007 gjorde Nasri ett mål i lagets 4-2-seger mot Sochaux. I den sista matchen av säsongen gjorde Nasri matchens enda mål i en 1-0-vinst över Sedan. Segern säkrade 2:a platsen i ligan och var klubbens bästa placering sedan säsongen 1998-99, då laget slutade på en 2:a plats efter Bordeaux. Nasri gjorde totalt 50 framträdande under hela säsongen, varav 37 i ligan. För hans insatser fick han UNFP Young Player of the Year Award, röstades fram till Player of the Year av lagets supportrar med 62% av rösterna och blev uttagen till årets lag. 

#### Säsongen 2007-08

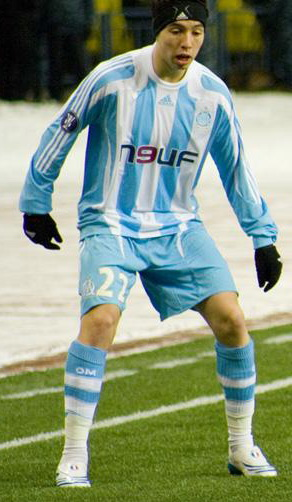
Nasri med Marseille, 2008.

Likt Nasris tre föregående år i Marseille leddes laget även denna säsong av en ny tränare, belgiska Eric Gerets. På grund av Franck Ribérys avgång till Bayern München pekade Gerets ut Nasri som nyckelspelare, vilket ledde till att han gjorde sin bästa säsong i klubben. Han bildade mittfält tillsammans med Mathieu Valbuena som ytter och Lorik Cana och Benoît Cheyrou som innermittfältare och laget hade det tredje bästa anfallet målmässigt sätt i ligan efter Lyon och Bordeaux, som slutade 1:a respektive 2:a i ligan. Nasri inledde med att gå mål- och assistlös i de första åtta ligamatcherna, men mycket på grund av en stukad fotled, vilket gjorde att han var ur form. Den 24 november 2007 gjorde Nasri sina första poäng efter två assister i lagets 2-0-seger mot Metz. Han avslutade höstsäsongen med att assistera till kvitteringen i lagets 2-2-match mot Bordeaux och till det vinnande målet mot Le Mans. Efter vinteruppehållet började Nasris målskytte ta fart. I slutet av januari 2008 gjorde han mål mot både Nancy och Caen. I september 2007 deltog han för första gången i sin karriär i UEFA Champions League. Den 16 mars 2008 gjorde Nasri ett mål i en 3-3-match mot Lens. En månad senare gjorde han det matchvinnande målet i en 2-1-seger över Metz. I sin sista match för Marseille gjorde han ett mål och en assist i en 4-3-seger mot Strasbourg. Den 17 mars 2008, trots alla transferrykten, överraskade Nasri alla när han tecknade ett nytt avtal på tre år med Marseille. Men en vecka senare, trots att han skrev på ett nytt förlängningskontrakt med Marseille, kopplades han ihop med Arsenal FC i Premier League. Arsenals manager Arsène Wenger hade följt Nasri sedan U17-EM 2004. Senare avslöjades det dock att förlängningen av avtalet Nasri tecknade med Marseille var helt enkelt bara för att möjliggöra att Marseille skulle få en högre övergångssumma för spelaren. Marseille begärde ca 14 miljoner pund för Nasri, och inför EM 2008 bekräftade Wenger och Nasris agent att Arsenal lagt ett bud och att bara detaljer återstod. 

### Arsenal

#### Säsongen 2008-09
Affären slutfördes efter mästerskapet och den 11 juli 2008 signerade Nasri ett fyraårskontrakt med klubben. Övergångssumman var hemlig, men påstods ligga på runt 12 miljoner pund, vilket motsvarar cirka 125 miljoner svenska kronor. Vid ankomsten till klubben, medgav Nasri att Wenger var en av de främsta orsakerna till att han lämnade Marseille för just Arsenal: "Det faktum att Arsène Wenger ger stora möjligheter för unga spelare är väldigt viktigt för mig. Arsène har ett gott rykte och han är en av de bästa förvaltarna i världen", sa Nasri. 

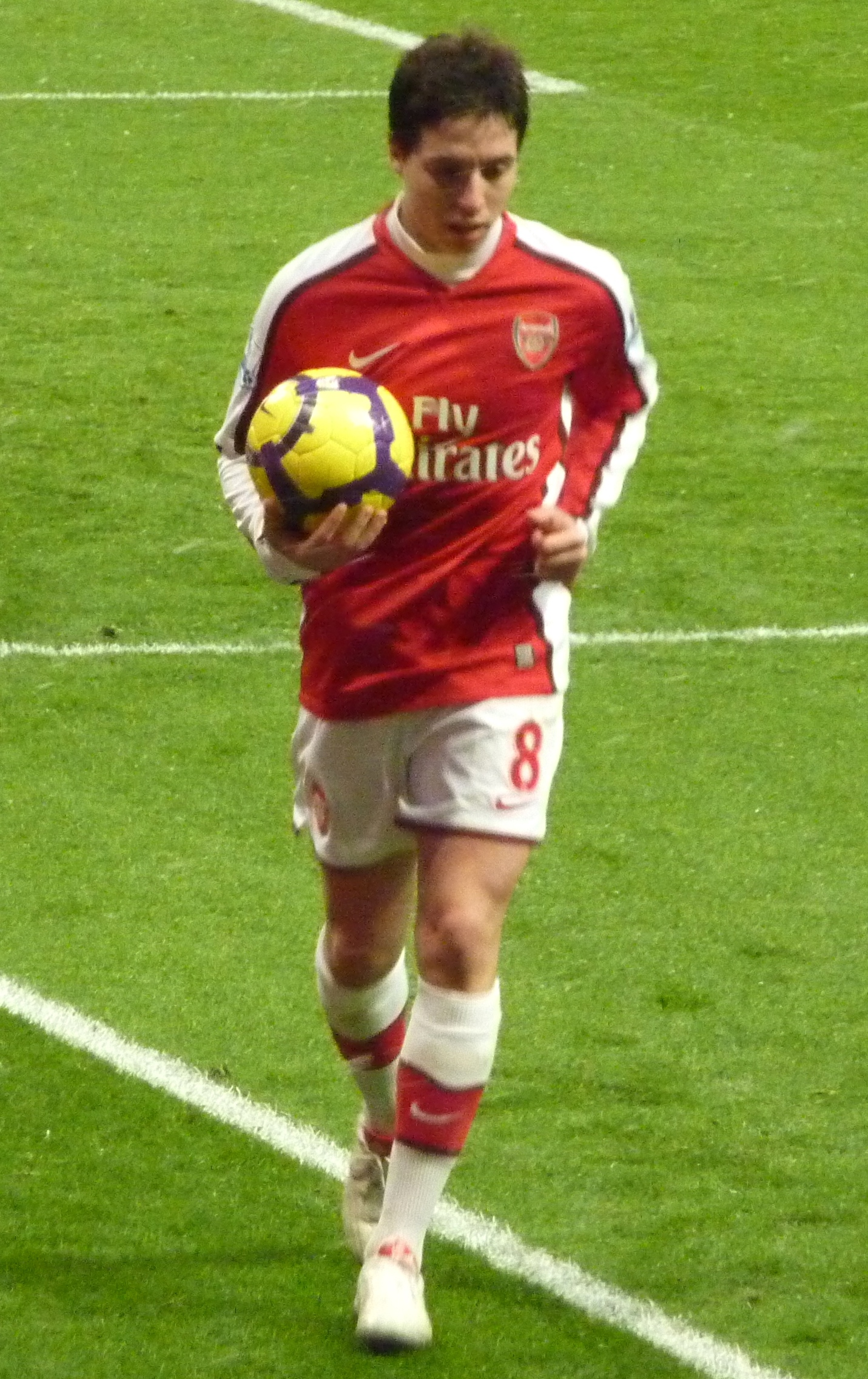
Nasri förbereder att ta en hörna för Arsenal

Han tilldelades nummer 8 och gjorde sin debut den 30 juli 2008 i en vänskapsmatch mot Stuttgart som Arsenal vann med 3-1. Den 16 augusti 2008 gjorde Nasri sin Premier League debut och sitt första Premier League mål i lagets första match för säsongen mot West Bromwich. Nasri gjorde matchens enda mål i 4:e minuten i Arsenal 1-0-seger. I och med hans mål blev han den 83:e spelaren i Premier League och den 22:e Arsenalspelaren någonsin att göra mål i sin ligadebut. Den 27 augusti gjorde Nasri sitt andra mål för klubben i lagets returmöte mot Twente i den tredje kvalomgången till Champions League 2008-09. Arsenal vann matchen med 4-0 och 6-0 sammanlagt. Under september drogs Nasri med småskador, men i oktober var formen tillbaka och han gjorde sitt tredje mål för säsongen i en 3-1-vinst över Everton. Den 8 november gjorde Nasri båda Arsenals mål i en 2-1-seger över Manchester United. Efter sin prestation mot United, gjorde Nasri mål eller assist i lagets fyra kommande matcher. Den 21 december assisterade han Robin van Persie till kvitteringsmålet i en 1-1-match mot Liverpool. Nasri fortsatte sin poängform även på det nya året. Den 17 januari 2009 gjorde han det andra målet i en 3-1-vinst mot Hull City på KC Stadium. Det tog Nasri ytterligare två månader att göra nästa mål, som kom i Arsenals 3-1 bortaseger mot Newcastle United. Under sin första säsong i Arsenal gjorde Nasri 44 matcher, sju mål och fem assist.

#### Säsongen 2009-10
Den 21 juli 2009, i en träningsmatch under försäsongen med Arsenal i Bad Waltersdorf, bröt Nasri benet. Skadan krävde två till tre månader av vila, vilket gjorde att Nasri missade inledningen av säsongen 2009-10. Han gjorde säsongsdebut den 25 oktober 2009 i en 2-1-seger mot Liverpool i Ligacupen. Den 4 november gjorde han sitt första mål för säsongen, i en gruppspelsmatch i Champions League mot AZ Alkmaar. Tre veckor senare gjorde Nasri sitt andra mål i Champions League och sitt andra för säsongen, i en 4-1-vinst över Standard Liège. Han avslutade 2009 med att göra ett mål och en assist i lagets 4-1-seger över Portsmouth borta på Fratton Park.

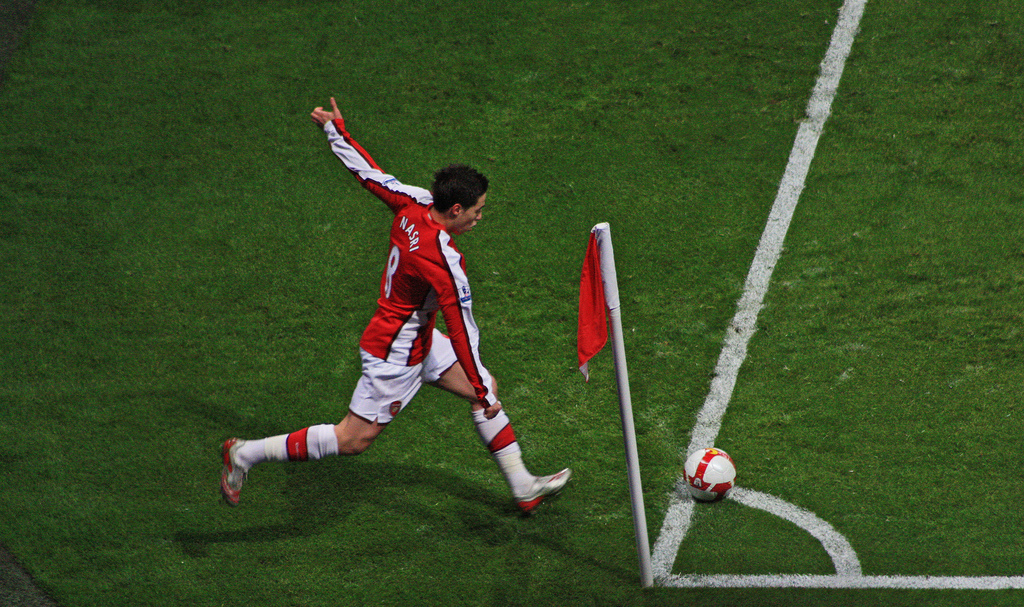
Nasri tar en hörna för Arsenal.

Efter att ha gått mållös i nästan två månader, gjorde Nasri ett av Arsenal mål i lagets 5-0-seger över Porto i lagets andra möte i den 16:e omgången av UEFA Champions League 2009/2010. Målet var spektakulärt och kom till efter en dribblingsräd där Nasri tog sig förbi tre spelare och sköt ett hårt skott som gick vänsterstolpe in.  Tre veckor senare gjorde Nasri öppningsmålet mot Birmingham i en match som slutade 2-2 efter ett sent kvitteringsmål av Birmingham. Wenger medgav efter matchen att det var ett hårt slag för möjligheten att vinna ligan. I lagets sist sju matcher misslyckades Nasri med att göra mål, men gjorde assist i en 3-2-förlust mot Wigan och i en 4-0-seger hemma mot Fulham. Nasri gjorde totalt 34 framträdande, fem mål och fem assist.

#### Säsongen 2010-11
Inför säsongen 2010-11 gick Nasri ut och sade att han var fast besluten att återfinna sin form som resulterade i Arsenal undertecknandet honom två år tidigare. Den 15 augusti 2010 i säsongspremiären mot Liverpool spelade Nasri hela matchen, men efter matchen bekräftade Arsenal att Nasri hade drabbats av en knäskada som skulle hålla honom borta i en månad. Men bara tre matcher senare gjorde han comeback i lagets 6-0-seger över SC Braga i UEFA Champions League 2010/2011. Den 21 september gjorde Nasri två mål, båda på straff, mot rivalerna Tottenham i Ligacupen i en match som slutade 4-1 till Arsenal efter förlängning. Fyra dagar senare gjorde han ytterligare två mål i en oväntad 3-2-hemmaförlust mot West Bromwich.

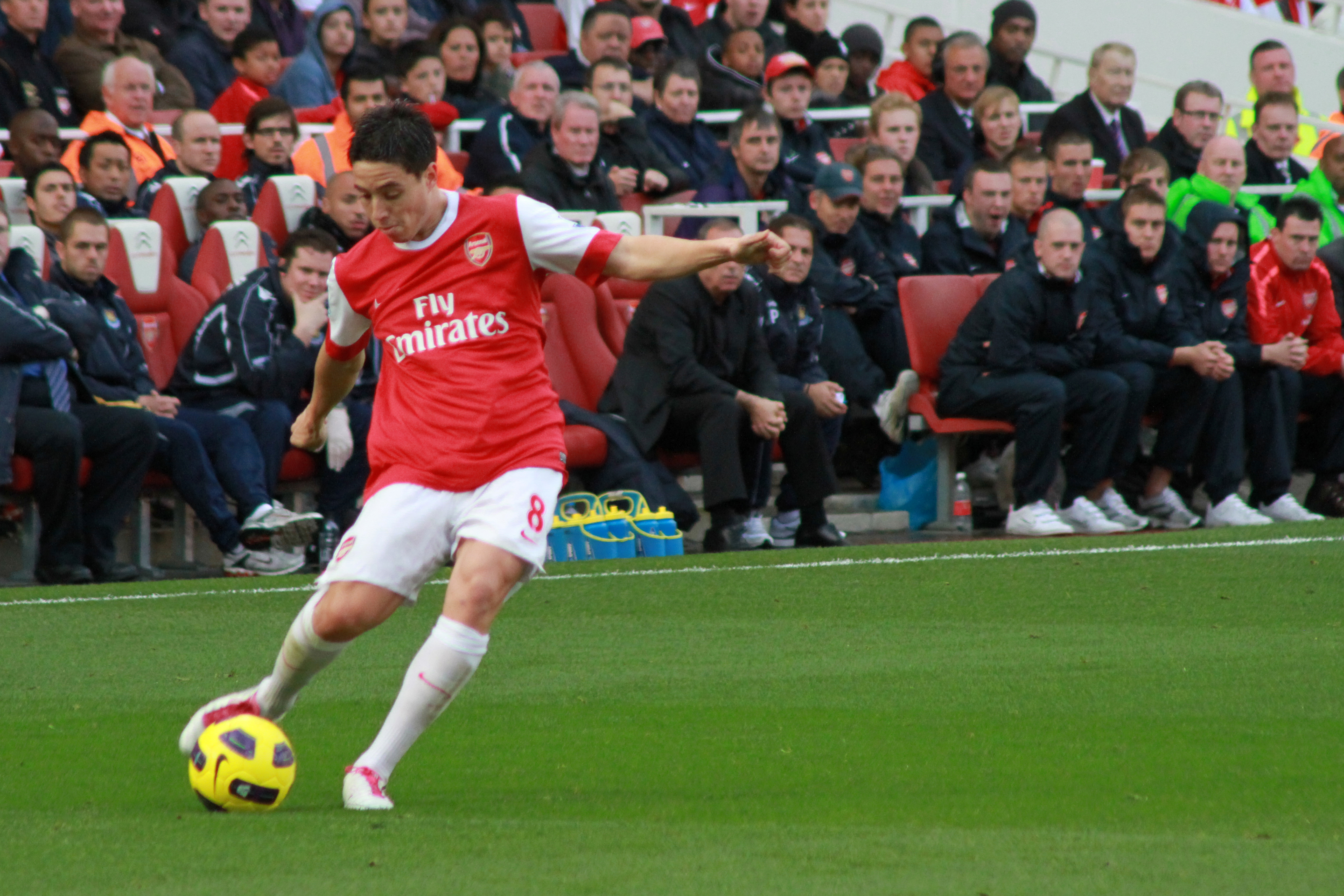
Nasri, under Premier League säsongen 2010-11, levererar en crossboll.

Tre dagar senare i en 3-1-vinst över FK Partizan assisterade han till Sébastien Squillacis 3-1-mål i den 82:a minuten. I oktober 2010 var Nasri inne i ett stim, där han gjorde mål i tre matcher irad. Han började med att göra ett straffmål i lagets 2-1-vinst mot Birmingham. I klubbens följande match mot ukrainska Sjachtar Donetsk gjorde han en vänstervolley i en 5-1-seger. Fem dagar senare gjorde han öppningsmålet i en 3-0-vinst över Manchester City. Som ett resultat av hans prestationer under oktober, belönades han med PFA Fans' Player of the Month.  Den 20 november gjorde han öppningsmålet i en 3-2-förlust hemma mot Tottenham. En vecka senare gjorde han ett volleymål i lagets 4-2-vinst över Aston Villa. Den 4 december gjorde han två mål mot Fulham i en 2-1-seger. De två målen var Nasris 7:e respektive 8:e målet i ligan och hans 10:e och 11:e totalt. Bara fyra dagar senare gjorde han ett mål i Arsenals viktiga sista match i gruppen mot Partizan, en match som slutade 3-1 till Arsenal. Den 13 december belönades han för sina prestationer under 2010 med franska Player of the Year där han slog ut Chelseamittfältaren Florent Malouda och Lyonmålvakten Hugo Lloris. Han är den första spelaren att få det priset sedan Thierry Henry fick det 2006. Han belönades också för sina framträdande i december med Fans' Player of the Month för andra gången men även Arsenalfansen Player of the Month. På nyårsdagen 2011 gjorde Nasri sitt 13:e mål för säsongen när Arsenal besegrade Birmingham med 3-0. Den 19 januari i FA-cupen gjorde han sitt första FA-cup mål någonsin i en match där Arsenal besegrade Leeds med 3-1.  Efter en liten formsvacka gjorde Nasri den 20 april sitt 15:e mål för säsongen i en 3-3-match mot Tottenhan.

### Manchester City
Under maj 2011 ryktades flera klubbar, däribland Barcelona, Inter, Manchester City och Man Utd, vara ute efter Nasri, vars kontrakt går ut 2012. Arsenal har i samma veva erbjudit Nasri ett nytt avtal med en veckolön på drygt 820 000 kronor.
Den 23 augusti 2011 meddelade Arsenal på sin officiella hemsida att man kommit överens med Manchester City och en övergång för spelaren som kan slutföras om Nasri klara en läkarundersökning och kommer överens med klubben om ett kontrakt. Den 24 augusti slutfördes övergången.

### Anderlecht
Den 5 juli 2019 värvades Nasri av belgiska Anderlecht. Den 1 juli 2020 lämnade han klubben efter att kontraktet gått ut.

## Landslagskarriär

### Ungdom
Nasri har gjort landskamper för alla Frankrikes ungdomslag. Han är medlem i gruppen, vanligen kallad Generation 1987, som producerade nuvarande landslagsspelarna Hatem Ben Arfa, Karim Benzema och Jeremy Menez. 

#### U16
Med Frankrikes U16 gjorde Nasri 16 framträdande och 8 mål. Av de fyra spelarna, var Nasri den första att ta en ordinarie plats i laget under tränaren François Blaquart. Han gjorde sin debut mot Spanien i en match som Frankrike vann med 3-0. Den 29 oktober 2002 gjorde Nasri sitt första mål i en match mot Sverige. Den 11 december gjorde han öppningsmålet i lagets 6-1-seger över Grekland. I den Egeiska Cupen i Turkiet 2003 gjorde han två mål på fyra matcher när Frankrike tog brons. Det första målet gjorde han i gruppspelsmatchen mot Israel. I den andra gruppspelsmatchen mot Ukraina gjorde han ett mål i lagets 5-0-seger. I den tredje matchen mot Belgien, gjorde Nasri en målgivande passning till Ben Arfa. I turneringen Tournio de Montaigu gjorde han sitt enda mål i lagets öppningsmatch mot Gabon som de vann med 8-0. Frankrike slutade 2:a efter att ha förlorat finalen med 5-1 mot Italien.

#### U17
I U17-landslaget fick Nasri, Menez och Ben Arfa sällskap av Benzema och hade som mål att vinna U17-EM på hemmaplan. Nasri gjorde ett mål i öppningsmatchen mot Sverige som slutade 5-2 till Frankrike. Han gjorde även ett av målen i lagets andra match mot USA. I semifinalen mot Portugal gjorde Nasri 1-1-målet vilket ledde till förlängning, där Frankrike till slut vann med 3-1. I finalen ställdes Frankrike mot Spanien, där Nasri gjorde det avgörande målet med bara en minut kvar av matchen, vilket innebar Frankrikes för titel i U17-EM någonsin. Han gjorde totalt 16 framträdanden och 6 mål för Frankrikes U17. 

#### U18
På grund av ökad speltid i sin moderklubb Marseille, hann Nasri bara med att göra fyra matcher för U18-landslaget. 

#### U19
Den kvartetten av Nasri, Menez, Ben Arfa och Benzema återsågs sedan i U19-landslaget där de fick sällskap av bland annat Issiar Dia, Blaise Matuidi och Serge Gakpé, med målet att vinna U19-EM 2006. Frankrike inledde med två träningsmatcher mot Norge, där Nasri gjorde två mål, ett i en 4-0-seger och ett i en 5-0-seger. I öppningsmatchen mot spelade Nasri fram till två mill i en 3-1-vinst över Wales. I lagets nästa gruppspelsmatch mot San Mariono, gjorde han det avslutande målet i en 3-0-seger. I den sista gruppspelsmatchen mot Österrike, gjorde Nasri öppningsmålet och assisterade till Benzemas 2-0-mål, som också blev slutresultatet. Frankrike åkte sedan ut i slutspelet mot Skottland. 

#### U21
Nasri gjorde debut för U21-landslaget mot Belgien efter U21-EM 2006. Han startade matchen men byttes av i halvtid mot Florent Sinama Pongolle. Han gjorde tre framträdanden i kvalet till U21-EM 2007, däribland Frankrikes dubbelmöte mot Israel, där han blev inbytt i båda matcherna, som överraskande slutade med förlust. Nasris andra möte med Israel var hans sista match för U21. 

### Senior
Den 15 mars 2007 kallades Nasri till Frankrikes herrlandslag av dåvarande förbundskaptenen Raymond Domenech för första gången, för träningslandskamp mot Österrikes herrlandslag i fotboll och kvalmatch mot Litauen till EM 2008. Nasri medgav att han var mycket glad och mycket stolt över att bli inkallad. Han satt på bänken hela matchen mot Litauen men startade den 28 mars mot Österrike vid 19 års ålder och gjorde en assist till Karim Benzema efter en frispark lågt in i boxen.
Nasri blev inte uttagen till VM-truppen 2014. I augusti samma år meddelade han att han med egen vilja slutat i landslaget, på grund av konflikt med förbundskaptenen Didier Deschamps.